# Länsväg W 698
Länsväg W 698 (länsväg 698) är en övrig länsväg i Avesta kommun, Dalarnas län. Vägen är 2,9 km lång och förbinder riksväg 70 med länsväg 697 via Brovallen.